# Bahnbetriebswerk Neumünster

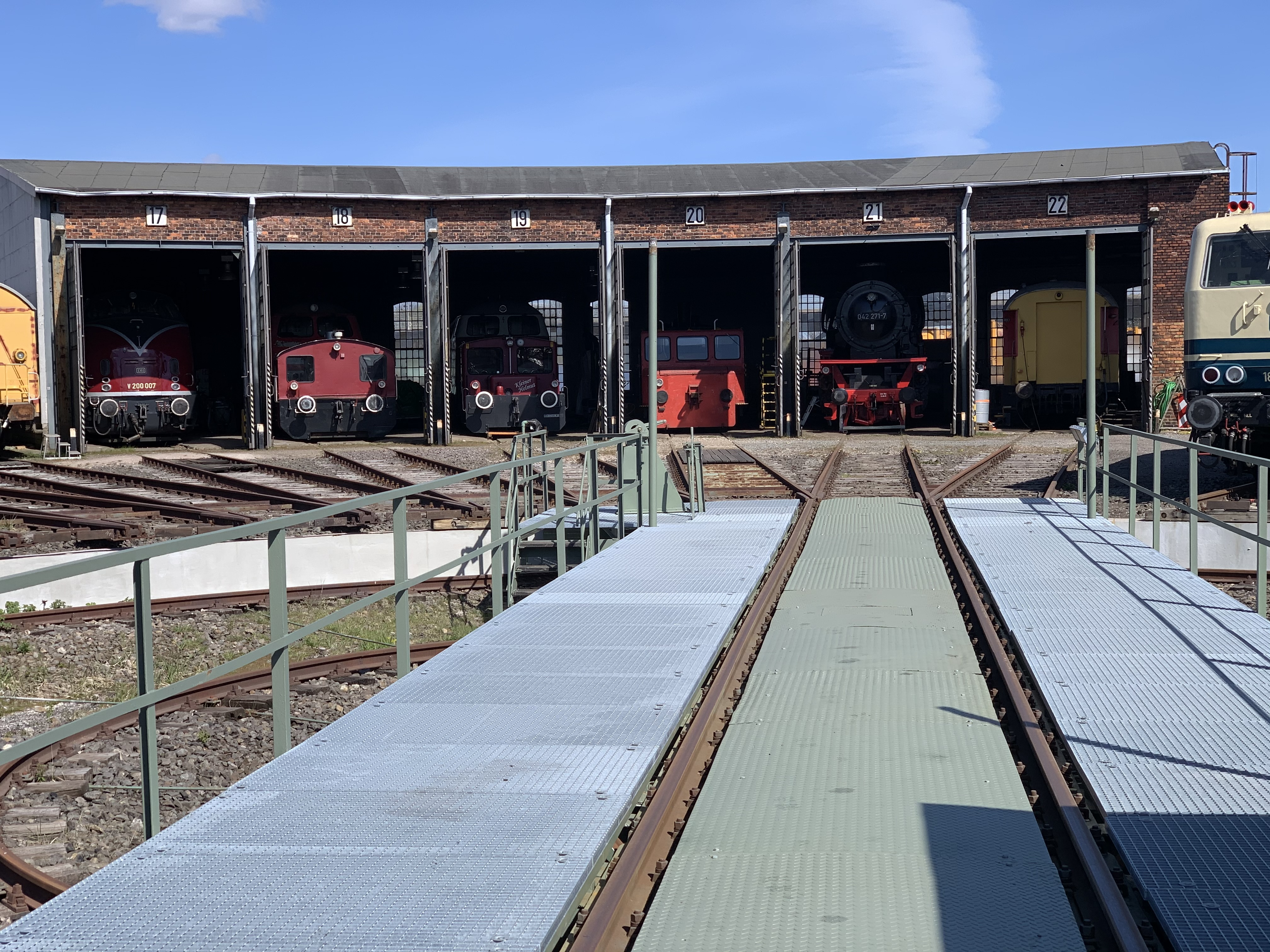
Bahnbetriebswerk Neumünster – Lokschuppen

Das Bahnbetriebswerk Neumünster (Kurzform: Bw Neumünster) war ein Bahnbetriebswerk der Reichsbahndirektion Hamburg und der späteren Bundesbahndirektion Hamburg in Neumünster, das 1988 stillgelegt wurde. Das Bahnbetriebswerk liegt östlich der Rendsburger Straße und südlich der heutigen Max-Johannsen-Brücke.

## Geschichte
Das Werk hatte seine Anfänge in den 1840er Jahren. 1844 wurde die Bahnstrecke von Altona nach Kiel errichtet, 1845 kam die Strecke der Rendsburg-Neumünsterschen Eisenbahn-Gesellschaft nach Rendsburg hinzu, durch die Altona-Kieler Eisenbahn-Gesellschaft wiederum 1866 die nach Ascheberg und weiter nach Neustadt in Holstein sowie 1875 die nach Bad Oldesloe und 1877 schließlich die Strecke nach Heide durch die Westholsteinische Eisenbahn-Gesellschaft.

### Übersicht der beheimateten Triebfahrzeuge
Am 31. Oktober 1925 waren beim Bw Neumünster folgende Lokomotiven beheimatet:
- für Personenzüge
  - die Baureihe 13 mit 13 1177 und 1198
  - die Baureihe 36 mit 36 042 und 157
  - die Baureihe 38 mit 38 1255, 1482, 2333, 2334, 2335, 2336, 2601, 2613, 2614, 3314, 3403 und 3404
- für Nahgüterzüge
  - die Baureihe 54 mit 54 211, 274 und 376
  - die Baureihe 54 mit 54 841, 844, 883, 884, 932, 969, 1007, 1061 und 1062
  - die Baureihe 55 mit 55 1016
  - die Baureihe 55 mit 55 3109, 3111, 3187, 3270, 3272, 3275, 3508, 3707, 3708, 3709, 3715, 3716, 3717, 3718, 3720, 4227, 4526, 4527, 4528, 5058, 5066, 5383, 5384, 5386, 5469, 5470 und 5471
  - die Baureihe 57 mit 57 2087, 2089, 2090, 2499, 2500 und 2501
- für Personenzüge (Tenderlokomotiven)
  - die Baureihe 74 mit 74 020, 021, 030, 187, 199, 262, 263, 264 und 356
  - die Baureihe 74 mit 74 615, 616, 937, 938 und 1113
- für Rangieraufgaben und Übergaben
  - die Baureihe 89 mit 89 7358
  - die Baureihe 90 mit 90 164
  - die Baureihe 91 mit 91 071
  - die Baureihe 91 mit 91 993, 1026, 1027, 1028, 1029, 1120, 1121 und 1200
  - die Baureihe 92 mit 92 612, 613, 615, 708 und 709

- Im Sommer 1957 besaß das Betriebswerk zahlreiche Schienenbusse der Baureihe VT 95. Diese erreichten Endbahnhöfe im ganzen südlichen Schleswig-Holstein, darunter Büsum, Brunsbüttelkoog, Rendsburg, Kiel, Plön, Ahrensburg, Klein Zecher, Büchen, Glückstadt und Elmshorn.[2]

- Im Sommer 1958 waren auch Akkumulatortriebwagen der Baureihe ETA 150 eingesetzt, die Eilzugleistungen zwischen Büsum und Eutin über Heide und Neustadt in Holstein sowie zwischen Kiel und Neumünster fuhren. Zudem fuhren Personenzüge Neustadt in Holstein—Lübeck Hbf über Eutin und nicht über den direkten Weg sowie von Bad Oldesloe über Neumünster nach Ascheberg (Holstein).[3] Laut der zusammenfassenden „Übersicht über die bei der Bundesbahn in Betrieb befindlichen Ladeanlagen für ETA-Wagen“ der Fa. VARTA von 11/1968 war auf Gelände des Betriebswerkes allerdings keine Ladeanlage vorhanden – was darauf schließen lässt, dass die eigentliche ETA-Unterhaltung nicht in den Anlagen des Bw Neumünster stattgefunden hat. Neben einem Gleichrichter auf dem Bahnhof Neumünster / Bahnsteig 3 (in Betrieb seit Dezember 1957) wird vielmehr auf eine Ladeanlage „stationär im ETA-Schuppen“ hingewiesen. Nach den angegebenen Ladepfosten-Standorten zwischen den Gleisen 45 d und e sowie d und c dürfte es sich hierbei um einen zwei- bzw. dreiständigen Rechteckschuppen im Vorfeld des AW Neumünster gehandelt haben. In Gleisplan von 1964 ist dieser als „Triebwagenschuppen“ bezeichnet. Dieser Standort deckt sich mit dem der ehemaligen Tenderwerkstatt Neumünster.

## Auflösung des Betriebswerkes
Zwischen 1956 und 1969 wurden in der Bundesrepublik 77 Bahnbetriebswerke aufgelöst. Das Bw Neumünster verlor 1969 seine Eigenständigkeit und wurde seitdem als Außenstelle des Bahnbetriebswerkes Kiel betrieben. Der Lokschuppen wurde bis auf sechs Stände abgerissen; ebenso der Wasserturm, bevor das Betriebswerk 1988 endgültig stillgelegt wurde.

## Technische Ausstattung

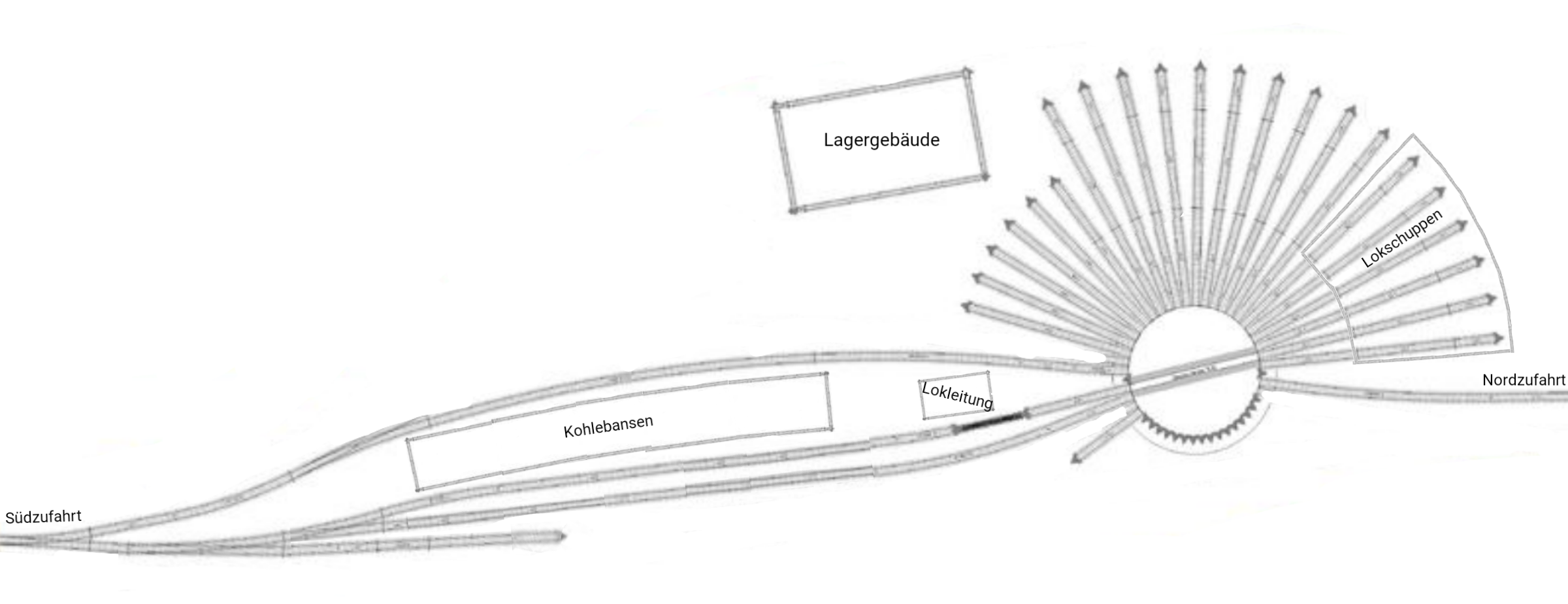
Gleisplan Bw Nms (Stand 2023)

Vor Beginn des Zweiten Weltkrieges verfügte das Werk über eine kleine Drehscheibe mit 17 Ständen im südlichen Teil des Werkes sowie eine große Drehscheibe mit 22 Abstellplätzen und einem weiteren Lokschuppen im nördlichen Teil. Dazu gab es einen Kohlenbansen, einen Wasserturm, eine Besandungsanlage, ein Werkstattgebäude und eine Schlackengrube.
Beim Luftangriff auf Neumünster am 13. April 1945 wurden die Anlagen des Werkes schwer beschädigt und nach Kriegsende nur die nördliche Drehscheibe und der 22-ständige Lokschuppen als Rundschuppen wieder aufgebaut; jedoch waren damals mit knapp 80 Dampflokomotiven ebenso viele Maschinen in Neumünster beheimatet, wie zwischen den Weltkriegen. Der 1951 errichtete neue Kohlenkran, der vier Bekohlungstrichter befüllte, war zuvor im Hamburger Hafen demontiert worden. Zudem war ab 1954 eine Tankanlage für Dieselkraftstoff vorhanden.

## Museumsstandort

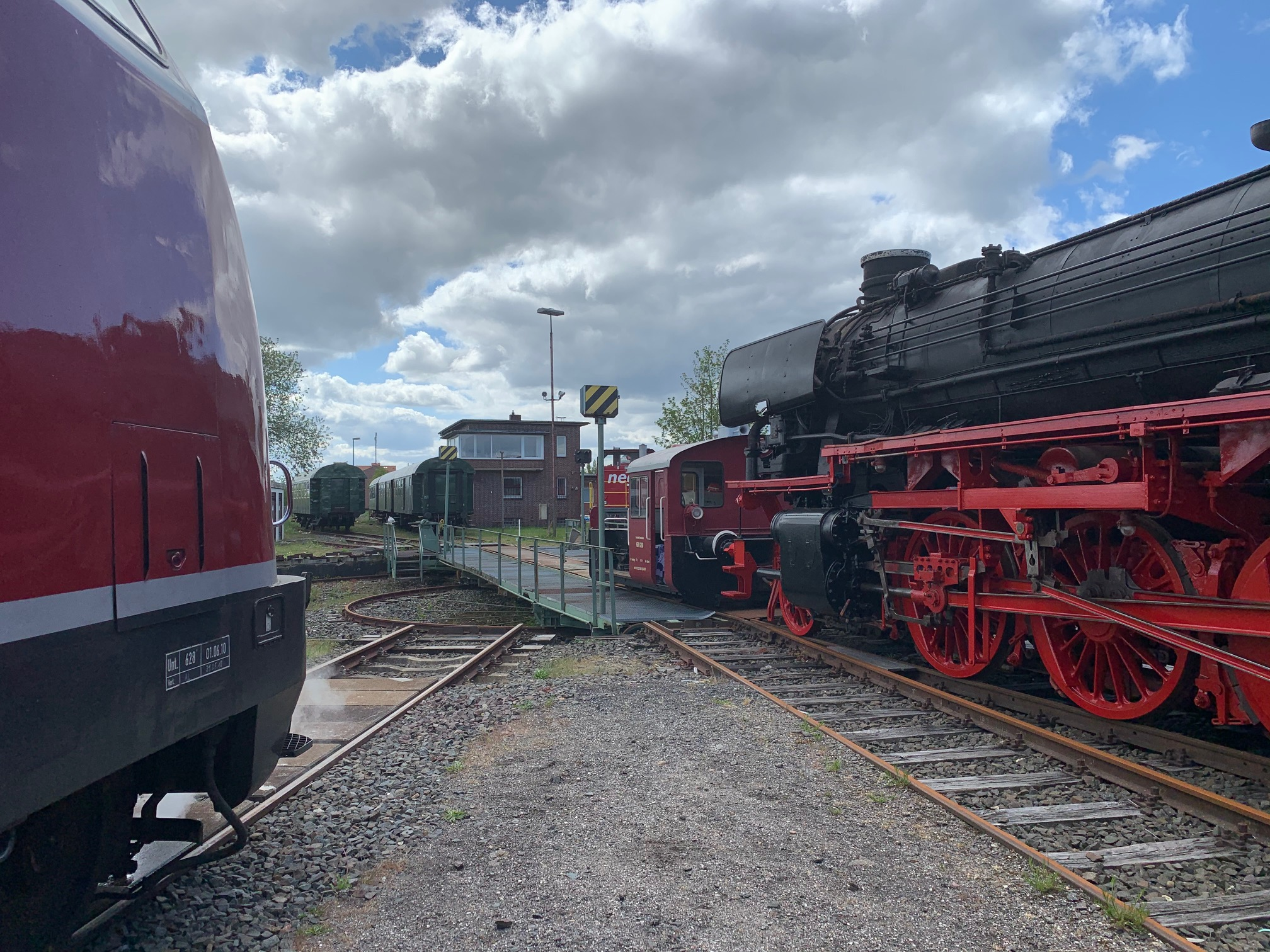
V 200, 042 271-7 und Köf

Von 1988 bis 2005 war das Gelände ein Standort des DB Museums, das vom Verein Rendsburger Eisenbahnfreunde e. V. (REF) auf der Basis mehrerer Kooperationsverträge mit der Deutschen Bahn AG ehrenamtlich betrieben wurde.
Der Verein zeigte im Museum sechs historische Dampf- und vier Diesellokomotiven, die im Eigentum der Deutschen Bahn standen. Von 1991 bis 1998 wurde die den REF gehörende Dampflok 042 271 vom Bw Neumünster aus in Norddeutschland eingesetzt. Nach Ablauf ihrer Kessel- und Fahrwerksfristen kam an ihrer Stelle bis 2010 die ölgefeuerte Schnellzuglok 012 100 zum Einsatz. Sie wurde für Nostalgiefahrten wie zum Weihnachtsmarkt nach Lübeck eingesetzt.
Komplizierte Eigentumsverhältnisse sorgten für jahrelangen Streit, denn die REF hatten langfristige Nutzungsverträge für die Lokomotiven. Das Betriebwerks-Gelände gehörte Aurelis, die DB war Mieter, die REF wiederum hatten auch hier Nutzungsrecht.
Der Lokschuppen wurde in dieser Zeit für Konzerte und andere kulturelle Veranstaltungen genutzt. Auf Grund der Tatsache, dass es sich ab 2005 nicht mehr um Museumsgelände, sondern um ein normales Betriebsgelände der Bahn handelte, auf dem aus haftungsrechtlichen Gründen keine Besucher herumlaufen dürften und die Verkehrssicherungspflicht bei der DB und nicht bei den REF liege, sprach DB-Museum für das Gelände ein Betretungsverbot aus. Heute sind neben dem Werkstattgebäude und Lokleitung noch die Drehscheibe sowie der Lokschuppen erhalten. (Stand 2019)

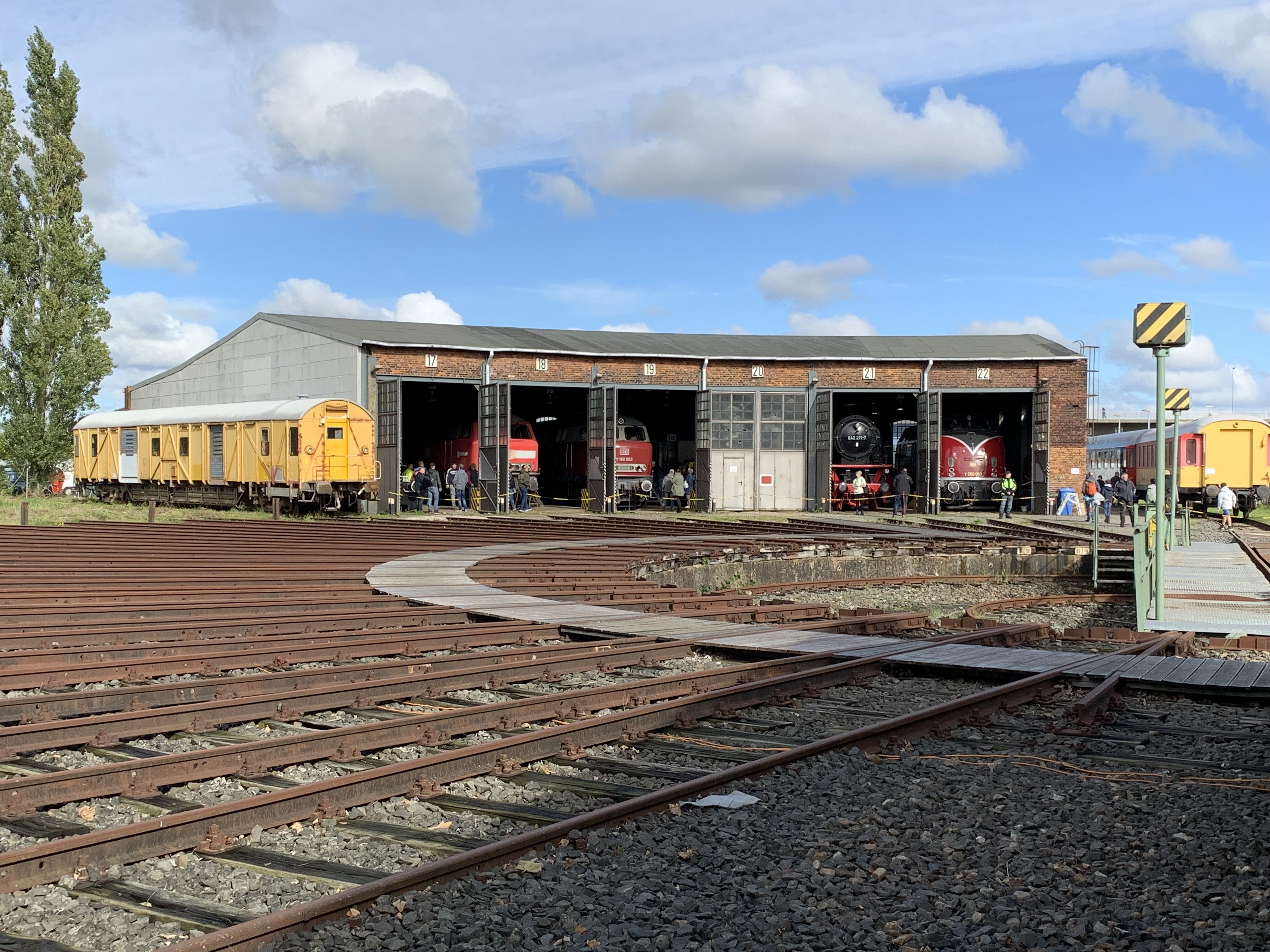
Tag der offenen Tür 2019

## Weitere Verwendung
2017 erwarb die Stadt Neumünster ein 30 Hektar großes Gelände zwischen der Bahnstrecke nach Heide und den Holstenhallen von Aurelis, die bundesweit die Grundstücke der Deutschen Bahn vermarktet. Dazu gehören die gesamten Kleingärten der Bahn-Landwirtschaft (samt der Gaststätte Schafstall), der Lokschuppen und der ehemalige Güterbahnhof.
Die Jutta und Dr. Thomas Kittel-Stiftung und die Stiftung Deutsche Rockmusik gründeten 2018 die Interessengemeinschaft Kulturlokschuppen Neumünster (IKN) mit zehn Vereinen als Mitglieder, die sich für eine Nutzung des Geländes mit Eisenbahnbetrieb, Museum, Kultur und Veranstaltungen einsetzt.
Als wichtige Voraussetzung dafür plante die IKN den Erwerb des Areals von der Stadt Neumünster.
Im zweiten Halbjahr 2019 wurde das gesamte Betriebswerk-Gelände mit Fahrzeugen des Vereins Historische Eisenbahnfahrzeuge Lübeck gefüllt. Der Verein musste sein Gelände in Lübeck aufgeben. Es standen verschiedene wertvolle Fahrzeuge an der Drehscheibe im Freien abgestellt, darunter der aus einem Akkumulatortriebwagen der DB-Baureihe ETA 150 umgebaute VT 41 Zittau (686 001) und die V 200 007.
Der Haushaltsausschuss des Deutschen Bundestages beschloss 2019, die Deutsche Rockmusik Stiftung in Hannover mit 750.000 Euro zu unterstützen. Mit dem Geld sollen Musikproduktionsräume im Bw entstehen. Die Stiftung soll beabsichtigen, das Sozial- und Werkstattgebäude kaufen. Auf der eigenen Homepage der Stiftung wird dieses Projekt jedoch nicht aufgeführt.
Die Stadt Neumünster stand einem Verkauf des Gesamtgeländes wegen der hohen Unterhaltskosten positiv gegenüber. In den Verhandlungen wurde ein symbolischer Preis von 1000 Euro vereinbart.

## Interessengemeinschaft Kulturlokschuppen Neumünster

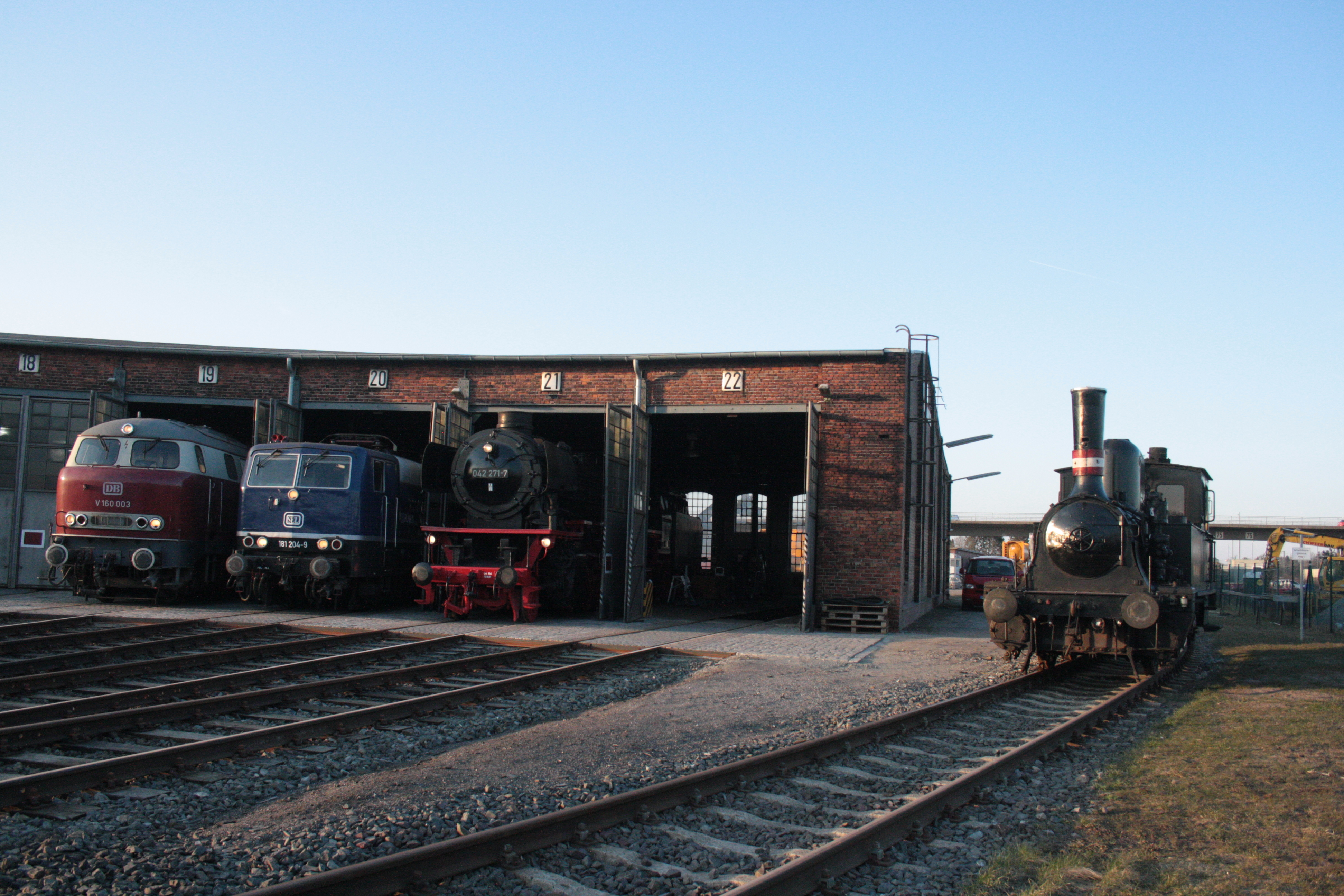
Lokschuppen (13. März 2022)

Die IKN (Interessengemeinschaft Kulturlokschuppen Neumünster) ist eine Vereinigung, der als Mitglieder Vereine, Firmen und Stiftungen hat mit dem Ziel, den Dieseltriebwagen VT 628 und die Dampflokomotive F 654 betriebsfähig zu erhalten.

### Rendsburger Eisenbahnfreunde
Der Verein Rendsburger Eisenbahnfreunde e. V. wurde 1982 in Rendsburg gegründet. 1988 ergab sich die Gelegenheit, von Rendsburg nach Neumünster in das ehemalige Betriebswerk der DB umzuziehen. 1991 wurde die Dampflokomotive 042 271-7 aufgearbeitet und von 1991 bis 1998 eingesetzt. Nach Ablauf der Kessel- und Fahrwerksfristen kam an ihrer Stelle bis 2010 die Schnellzugdampflokomotive 012 100-4 des DBMuseums in Kooperation zum Einsatz. Nach einem Streit besitzen die Rendsburger Eisenbahnfreunde e. V. die Dampflokomotive 042 271-7 und ein Klv 53. Ziel ist es, diese Lokomotive wieder betriebsfähig aufzuarbeiten und mit ihr Sonderfahrten durchzuführen.

### Historische Eisenbahnfahrzeuge Lübeck
Anlässlich des bevorstehenden 150-jährigen Jubiläums der Deutschen Eisenbahn fanden sich im Bahnbetriebswerk Lübeck engagierte Mitarbeiter und Lokführer zusammen und gründeten unter dem Dach des „Bahn-Sozialwerkes“ (BSW) die BSW-Gruppe V 200 007. Um sich für die Zukunft neu und breiter aufstellen zu können, hat sich der Verein neu organisiert und erhielt den Namen Historische Eisenbahnfahrzeuge Lübeck e. V. Im Jahr 2019 war der Verein gezwungen, das Bahnbetriebswerk Lübeck nach 35 Jahren zu verlassen und seine Fahrzeuge nach Neumünster zu bringen.

### Holsteinische Eisenbahngesellschaft für historischen Verkehr gGmbH
Für den Eisenbahnbetrieb auf dem Gelände ist die 2020 gegründete Holsteinische Eisenbahngesellschaft für historischen Verkehr gGmbH (HEfhV gGmbH) mit Sitz in Bad Schwartau zuständig.

### Schlünß Eisenbahn Logistik
Schlünß Eisenbahn Logistik wurde 2007 gegründet und hat 2017 die ersten eigenen Lokomotiven gekauft, die in Neumünster beheimatet sind. Schlünß besitzt 17 eigene Lokomotiven sowie Personenreisezug- und Güterverkehrswagen.

### Jutta und Dr. Thomas Kittel-Stiftung
Die Jutta und Dr. Thomas Kittel-Stiftung aus Aukrug ist der Vorstand der Stiftung und Besitzer des Geländes.

### Schienenflotte GmbH
Restaurierung und Betrieb zwei Triebwagen mit dieselelektrischem Antrieb der Baureihe 686.

### Historische Eisenbahn Holsteinische Schweiz e. V.
Restaurierung und Betrieb der beiden Triebwagen VT 23 und VT 25.

## Übersicht der beheimateten Lokomotiven / Fahrzeuge
| Dampflokomotiven               |           |                            |                                                                             |                                                                        |                                                                                 |                                                |
| Betriebsnr. / Name             | Baujahr   | Hersteller / Fabriknummer  | Eigentümer                                                                  | Bemerkungen                                                            | Zustand                                                                         | Foto                                           |
| 042 271-7                      | 1939      | Borsig 14850               | Rendsburger Eisenbahnfreunde                                                | Ölhauptfeuerung / optische Aufarbeitung fast abgeschlossen             | Museumslok (Hauptuntersuchung geplant)                                          | 042 271-7 vor dem Lokschuppen                  |
| 50 001                         | 1939      | Henschel 24355             | DTMB                                                                        | Leihgabe an Ikn / Wagner-Windleitbleche                                | Museumslok                                                                      |                                                |
| F 654 Julchen                  | 1949      | Frichs 385                 | Kittel-Stiftung                                                             | ehm. Danske Statsbaner / optische und technische Aufarbeitung begonnen | Museumslok (Kesselschaden)                                                      | DSB F 654 vor dem Lokschuppen                  |
| O&K 7685 Finchen               | 1919      | O&K 7685                   | Privat                                                                      | ehm. Gaswerk Karlsruhe                                                 | betriebsfähig                                                                   |                                                |
| Diesellokomotiven              |           |                            |                                                                             |                                                                        |                                                                                 |                                                |
| V 200 007                      | 1956      | MaK 2000007                | DB Museum Koblenz                                                           | Leihgabe an Historische Eisenbahnfahrzeuge Lübeck                      | Museumslok                                                                      |                                                |
| V 160 002 Lollo                | 1960      | Maschinenfabrik Essen 4045 | Privat (Albert Merseburger)                                                 | Austauschmotor, wegen Motorschaden                                     | betriebsfähig                                                                   |                                                |
| V 160 003 Lollo                | 1961      | Maschinenfabrik Essen 4046 | DB Museum Koblenz                                                           | Leihgabe an Historische Eisenbahnfahrzeuge Lübeck                      | Museumslok                                                                      | V 160 003 der HEL                              |
| 218 338                        | 1975      | Krauss-Maffei 19727        | DB Regio, Leihgabe an Historische Eisenbahnfahrzeuge Lübeck                 | einziges in Deutschland erhaltenes Exemplar mit Pielstick-Motor        | Museumslok                                                                      | 218 auf der Drehscheibe                        |
| V20 039                        | 1943      | Deutz / 39659              | Privatbesitz                                                                |                                                                        | betriebsfähig                                                                   |                                                |
| Köf 6268                       | 1956      | Gmeinder 4898              | Historische Eisenbahnfahrzeuge Lübeck                                       | seit 1996 betriebsfähige Museumslokomotive                             | betriebsfähig                                                                   |                                                |
| Kleinlokomotive Kleiner Helmut | 1969      | Gmeinder 5426              | privat                                                                      | Typ D 05 B                                                             | betriebsfähig                                                                   | Kleinlok „Kleiner Helmut“ neben der Lokleitung |
| andere Fahrzeuge               |           |                            |                                                                             |                                                                        |                                                                                 |                                                |
| 628 201 (Triebwagen)           | 1986      | DUEWAG 88630               | DB Museum (Leihgabe an Interessengemeinschaft Kulturlokschuppen Neumünster) | mit Steuerwagen 928 201                                                | betriebsfähig                                                                   |                                                |
| VT 23                          | 1956      | MAN / 142782               | HEHS                                                                        | mit geschlossener Stirnwand                                            | betriebsfähig, am 29. Juli 2025 per Straßentransport nach Lütjenburg überstellt |                                                |
| VT 25                          | 1960      | MAN 145166                 | HEHS                                                                        | mit Stirnwandtür                                                       | betriebsfähig                                                                   |                                                |
| ASF 16 (Akkuschleppfahrzeug)   | 1969      | LEW 12563                  | Privatbesitz                                                                |                                                                        | betriebsfähig                                                                   | ASF 16                                         |
| Klv 53 0445 6 (Nebenfahrzeug)  | 1974      | Waggon Union 18435         | Rendsburger Eisenbahnfreunde                                                | mit Anhänger Kla 03 0269                                               | Museumslok                                                                      | Klv 53 der REF im Lokschuppen                  |
| Handhebeldraisine (Draisine)   | unbekannt | unbekannt                  | Historische Eisenbahnfahrzeuge Lübeck                                       | mit Anhänger                                                           | betriebsfähig                                                                   | Draisine vor dem Lokschuppen                   |
| Zweiwegebagger                 | 1999      | O&K 315181                 | Schlünß Eisenbahnlogistik GmbH                                              | verschiedene Schaufeln/Anbauteile                                      | HU abgelaufen (neue HU geplant)                                                 | Zweiwegebagger der SEL                         |

(Stand 2024)